# Вольная Кубань
Во́льная Куба́нь — российская независимая газета, выходит в городе Краснодаре.

## История
Первый номер газеты под названием «Прикубанская правда» вышел 5 мая 1917 года. В дальнейшем газета неоднократно меняла названия: с 1920 года — «Красная Кубань», с 1921 года — «Красное знамя», с 1937 года — «Большевик». Во время оккупации Краснодара войсками нацистской Германии в период Второй мировой войны газета не выходила. Издание было возобновлено с мая 1944 года под названием «Советская Кубань».
В 1950-х годах «Советская Кубань» была ежедневной газетой, органом Краснодарского краевого и городского комитетов КПСС и краевого и городского Советов народных депутатов. В 1970-х годах — орган Краснодарского краевого комитета КПСС и краевого Совета народных депутатов, выходила 6 раз в неделю.
После Августовского путча 1991 года газета «Советская Кубань», как и многие издания КПСС, была закрыта. Издание было вскоре возобновлено в качестве независимого под названием «Вольная Кубань».

## Современное состояние
По состоянию на сентябрь 2022 года, согласно подписному каталогу «Почты России», издание выходит два раза в неделю. Издание является имеет четыре дочерних средства массовой информации. Общий тираж всех пяти изданий — 24 765 экземпляров, тираж самой «Вольной Кубани» не указывается.